# K-SORI 악동
K-SORI 악동은 2013년 8월 25일부터 2013년 11월 3일까지 매주 일요일 오후 1시 20분에 KBS 1TV로 방송되었던 소리 전문 음악 프로그램이다.

## 기획 의도
국악을 공부하는 청소년들의 이야기를 다룬 음악 프로그램이다.

## 방송 회차
| 회차 | 방송일           | 제목 (원제)          | 비고               |
| ---- | ---------------- | -------------------- | ------------------ |
| 1    | 2013년 8월 25일  | 이름이 뭐에요..      | K-SORI 악동 첫방송 |
| 2    | 2013년 9월 1일   | 슬픈 표정하지 말아요 |                    |
| 3    | 2013년 9월 8일   | 대화가 필요해        |                    |
| 4    | 2013년 9월 15일  | 혼자가 아닌 나       |                    |
| 5    | 2013년 9월 22일  | 청춘예찬             |                    |
| 6    | 2013년 9월 29일  | 함께라면             |                    |
| 7    | 2013년 10월 6일  | 가족                 |                    |
| 8    | 2013년 10월 13일 | 잘 할 걸             |                    |
| 9    | 2013년 10월 20일 | 다시 한번            |                    |
| 10   | 2013년 10월 27일 | 안녕이란 말 대신     |                    |
| 11   | 2013년 11월 3일  | 새로운 바람          |                    |